# Intense Hammer Rage
Intense Hammer Rage ist eine australische Gore- und Deathgrind-Band aus Somerset, die 1994 gegründet wurde.

## Geschichte
Die Band wurde 1994 gegründet und bestand aus dem Schlagzeuger Allan „AB“ Byard, dem Bassisten Chris Studley, dem Gitarristen Brad „Ricey“ Rice und dem Sänger Craig „Spills“ Spilsbury. 1998 verließ letzterer die Band, woraufhin die Mitglieder sich den Gesangsposten untereinander teilten. 1999 erschien das Debütalbum Devogrindporngorecoreaphile in Eigenveröffentlichung. Im selben Jahr unterzeichnete die Gruppe einen Plattenvertrag bei Razorback Records, worüber Anfang 2001 Avagoyamugs erschien. Eine Lieferung dieses Tonträgers wurde aufgrund der Aufmachung und der Texte beschlagnahmt, woraufhin die Mitglieder jeweils eine Strafe von 500 Dollar zahlen mussten. Anfang 2004 folgte die erste Tournee durch das Festland Australiens, ehe die Band im Juni desselben Jahres zusammen mit Deeds of Flesh auftrat. Mitte 2009 verkündete die Band die Arbeiten an einem neuen Album, 2012 stieß Martin Baumgartner als Sänger hinzu. Das Album erschien erst 2014 unter dem Namen DeathChunkGoreGrind bei Fresh Blood Management, ehe sich bereits im folgenden Jahr Better to Kill Than Listen to This bei Ungodly Ruins Productions anschloss.

## Stil
Brian Giffin ordnete die Band in seiner Encyclopedia of Australian Heavy Metal dem Goregrind zu. braindeadzine.net schrieb über Devogrindporngorecoreaphile, dass hierauf Deathgrind zu hören ist, der sich unter anderem mit dem Thema Gore auseinandersetze. Dabei seien Ähnlichkeiten zu C.S.S.O., frühem Goregrind (wobei Intense Hammer Rage weniger exzentrisch sei), Blood und Hideous Mangleus hörbar. Die Songs würden schnelle und verdrehte, trotzdem wenig komplexe Strukturen besitzen. Der Gesang bestehe aus tiefen Growls, manischen Screams und verdorbenem „Gequietsche“. Dabei klinge es als verwende die Band Effekte im Gesang, was jedoch nicht der Fall sei. Außerdem streue man Samples aus South Park und Gorefilmen wie Braindead in die Songs ein. Gory B ähnele dem Vorgänger stark, indem die EP eine Mischung aus Gore- und Deathgrind sei, tiefen Gesang verwende, der klinge, als werde er durch Effekt verstärkt und ungewöhnliche Liedstrukturen besitze. Avagoyamugs setze den bekannten Stil aus Gore- und Deathgrind mit markantem Gesang fort.

## Diskografie
- 1995: The 24cm Makita Brand Circular Saw (Demo, Eigenveröffentlichung)
- 1996: Massive Sphinkta Release (Demo, Eigenveröffentlichung)
- 1999: Devogrindporngorecoreaphile (Album, Eigenveröffentlichung)
- 1999: In Gore We Grind (Split mit Cerebral Turbulency, Torment und Sanitys Dawn, Putrefaction Vomitricide Records)
- 1999: Gory B (EP, Eigenveröffentlichung)
- 2000: Fuck Peace / Devogrindporngorecoreaphile (Split mit Drogheda, Extremist Records)
- 2001: Avagoyamugs (Album, Razorback Records)
- 2014: DeathChunkGoreGrind (Album, Fresh Blood Management)
- 2015: Better to Kill Than Listen to This (Album, Ungodly Ruins Productions)